# ソンソン
『ソンソン』は、1984年に稼働したカプコンのアーケード用アクションシューティングゲーム。
『西遊記』の日本版絵本に着想を得た作品で、1P側がソンソン（サル）、2P側がトントン（ブタ）を操作する。カプコン初のふたり同時プレイが可能なゲームであり、協力プレイできるのが特徴。
後に家庭用ゲーム機などに移植されたほか、続編として『SON SON II』（1989年）が発売された（#移植版、#続編）。

## システム
強制スクロールシューティングゲームでありながら移動は4方向のみである。フィールドは6つの段によって仕切られており、左右の移動は自由に行えるが、上下の移動は段ごとにしか行えない。
攻撃は横方向に出るショットのみで、敵を倒しながら進んで行く。パワーアップなどは存在しない。画面上に出現する敵は、全て自機の弾で消滅させることが可能。

## ストーリー
三蔵法師、カッパ、馬が大魔神にさらわれてしまった。残されたソンソンとトントンは大魔神を倒し、お釈迦様の巻物を手に入れるために、天竺を目指す旅に出た。

## 登場キャラクター

### プレイヤーとその仲間
ソンソン
本作の主人公。孫悟空の孫という設定で「孫孫＝ソンソン」と命名された。1P側が操作する。
トントン
主人公の相棒。猪八戒がモチーフとなっている。名前は「豚豚＝トントン」を意味する。2P側が操作する。
スイスイ
河童の沙悟浄がモチーフ。携帯アプリ版で命名され、プレイヤーとして使用できるようになった。
サンゾウ
三蔵法師がモチーフ。冒頭デモで、スイスイと馬と共に大魔神にさらわれてしまう。

### 敵キャラクター
デク
石地蔵。6体が1グループ。歩行と上下移動で主人公を追いかける。資料によっては“兵馬俑”と表記されているのもある。
ラニア
ピラニア。4匹が1グループ。画面下から二次曲線を描くようにジャンプする。
アンブレ
コウモリ。4匹が1グループ。サインカーブを描いて飛行。上下の頂点で減速する時が狙い目だが、難易度が上がると1匹だけ別の軌道で飛ぶこともある。
ブリガン
山賊。6体が1グループ。基本的にデクと同じ動きだが、槍（射程は主人公の弾と同じ。相殺可能）を投げる。すぐ逃げる。
赤次郎
赤トンボ。4匹で1グループ。直進して一時停止（縦一列に並ぶが、同じ段に重なることも）した後、主人公に突撃する。
青次郎
青トンボ。8匹で1グループ。時計回りに回転する。
以上の敵は1グループを全滅させると全滅ボーナスが入る。
スピンスカル
ドクロの絵が描かれた円盤。スクロールに同期して流れていく障害物で、5発で破壊可能。難易度が上がると、スクロールに逆らって動くこともある。
ウォールスカル
砦を守る障害物。5発で破壊可能。
チェン
砦の守り手で、爆弾（相殺可能）を投げる。
ムサシ
蜂。2匹で登場。曲線を描いて飛び、一時停止した後、再び主人公を狙って曲線飛行を繰り返す。
魔人
赤、青、緑の3体で登場。耐久力5発の楯を持ち、斧（相殺可能）を投げつけてくる中ボス。ゲーム序盤で三蔵法師と河童のスイスイを拉致する。

## ボーナスアイテム
スモールフーズ
場所と種類は完全固定。スコアは10〜100点で、同じ得点のものが2種類ずつ、計20種類ある。先の面に進むほど、高得点のものが出現しやすい。
ジャンボフーズ
スモールフーズを6つ取るごとに出現。10種類あり、スコアは1000〜10000点。取得したスモールフーズの平均点の約100倍のものが出現する（2周目以降は、レートが上昇）。
Pow
特定の場所、もしくはジャンボフーズを8つ取るごとに出現。画面上の敵全てをジャンボフーズに変える。
竹の子
特定の場所を通過すると生えてくる。出現させると500点。取ると1000点。生えてくる途中に取ると2000点。
エリマキトカゲ
ジャンボフーズを取り逃すと出現。画面左端から右端まで走り去り、取り逃したフーズの約半分の得点のフーズに変わる。例外的に、ジャンボイチゴ（10000点）を取り逃がした場合のみミソラ（雲雀）が出現し、ショートケーキ（5000点）に変わる。
弥七（ヤシチ）
砦を20秒以内に陥落させると出現。取ると4000点。
ありがたいお経
最終エリアで、お釈迦様から手に入れることができる。

## 移植版
| No. | タイトル                                                                                    | 発売日                                     | 対応機種                                                        | 開発元         | 発売元   | メディア                                        | 型式                                  | 備考                                      | 出典         |
| --- | ------------------------------------------------------------------------------------------- | ------------------------------------------ | --------------------------------------------------------------- | -------------- | -------- | ----------------------------------------------- | ------------------------------------- | ----------------------------------------- | ------------ |
| 1   | ソンソン                                                                                    | 1986年2月8日                               | ファミリーコンピュータ                                          | マイクロニクス | カプコン | 320キロビットロムカセット                       | CAP-SS                                |                                           |              |
| 2   | カプコンジェネレーション 第3集 ここに歴史はじまる Capcom Generations 3 The First Generation | 1998年10月15日 1999年9月3日                | PlayStation セガサターン                                        | カプコン       | カプコン | CD-ROM                                          | PS:SLPS-01649 SS:T-1234G SLES-21881   | アーケード版の移植、欧州ではPS版のみ発売  |              |
| 3   | カプコン レトロゲーム・コレクション Vol.3                                                   | 2005年5月25日                              | PlayStation                                                     | カプコン       | カプコン | CD-ROM                                          | SLPM-87362                            | アーケード版の移植、攻略本付属            |              |
| 4   | ソンソン                                                                                    | 2005年6月2日                               | iアプリ                                                         | カプコン       | カプコン | ダウンロード （カプコンパ－ティ）               | -                                     |                                           | [ 4 ]        |
| 5   | カプコン クラシックス コレクション                                                          | 2005年9月27日 2005年11月18日 2006年3月2日  | Xbox PlayStation 2                                              | カプコン       | カプコン | DVD-ROM                                         | PS2: SLUS-21316 SLES-53661 SLPM-66317 | アーケード版の移植、日本ではPS2版のみ発売 |              |
| 6   | ソンソン                                                                                    | 2005年11月10日                             | BREW2.1専用 （EZアプリ）                                        | カプコン       | カプコン | ダウンロード （クラブ☆カプコン）                | -                                     |                                           | [ 5 ] [ 6 ]  |
| 7   | ソンソン                                                                                    | 2006年4月3日                               | ボーダフォン3G （Vアプリ）                                      | カプコン       | カプコン | ダウンロード                                    | -                                     |                                           | [ 7 ] [ 8 ]  |
| 8   | カプコン クラシックス コレクション Capcom Classics Collection Reloaded                      | 2006年9月7日 2006年10月24日 2006年11月10日 | PlayStation Portable                                            | カプコン       | カプコン | UMD                                             | ULJM-05104 ULUS-10134 ULES-00377      | アーケード版の移植                        |              |
| 9   | ソンソン                                                                                    | 2010年9月7日 2010年12月6日 2010年12月17日  | Wii                                                             | カプコン       | カプコン | ダウンロード （バーチャルコンソールアーケード） | -                                     | アーケード版の移植                        | [ 9 ] [ 10 ] |
| 10  | カプコンアーケードキャビネット                                                              | 2013年2月19日 2013年2月20日                | PlayStation 3 (PlayStation Network)                             | カプコン       | カプコン | ダウンロード                                    | NPJB-00210                            | アーケード版の移植                        |              |
| 11  | カプコンアーケードキャビネット                                                              | 2013年2月20日                              | Xbox 360 (Xbox Live Arcade)                                     | カプコン       | カプコン | ダウンロード                                    | -                                     | アーケード版の移植                        |              |
| 12  | Capcom Arcade Cabinet: Game Pack 5                                                          | 2013年4月16日                              | PlayStation 3 (PlayStation Network) Xbox 360 (Xbox Live Arcade) | カプコン       | カプコン | ダウンロード                                    | -                                     | アーケード版の移植                        |              |
| 13  | Capcom Arcade Cabinet: All-In-One Pack                                                      | 2013年5月21日                              | PlayStation 3 (PlayStation Network) Xbox 360 (Xbox Live Arcade) | カプコン       | カプコン | ダウンロード                                    | -                                     | アーケード版の移植                        |              |
| 14  | カプコンアーケード2ndスタジアム Capcom Arcade 2nd Stadium                                   | INT 2022年7月22日                          | Nintendo Switch PlayStation 4 Xbox One PC(Steam)                | カプコン       | カプコン | ダウンロード                                    | -                                     | アーケード版の移植 無料で提供             | [ 11 ]       |

携帯電話アプリゲームとして2005年にiアプリやEZアプリ、2006年にVアプリで配信された際は、オリジナル版では三蔵と共にさらわれていた河童のスイスイが新しくプレイヤーキャラクターとして使用できる仕様が追加された。ソンソンがバランス型、トントンがパワー型、スイスイがスピード型とそれぞれ異なったカラーの性能を持つよう改良された。

## 開発
本作をメインで製作した岡本吉起によると、岡本が前に在籍のコナミ時代から同期だった藤原得郎らとカプコンへ移籍し、それまで販売会社だったカプコンに開発部署が設けられ開発が始まった。岡本はコナミ時代はメカニカル系を、藤原はキャラクター系を製作を担当していたことから、今回は逆転してみるかということでスイッチし、岡本がソンソンを、藤原が『バルガス』をと2ライン体制で開発が始まったという。スイッチした理由については遊び心で大した理由はないとのこと。
『西遊記』をモチーフにした理由は猿を主人公というよりは、ヨーロッパなど海外でキャラ的に受け入られやすい豚を引っかけたのと、日本国内でウケそうなのは猿だろうということから、豚と猿で『西遊記』がモチーフになったとのこと。これは当時起業したばかりで販売能力の弱かったカプコンの事情を考慮し、少しでも市場で売りやすいようにという販売戦略によるものである。
登場する要素として、マップの特定の場所を通過すると生えてくる隠れキャラクター「竹の子」は、『ゼビウス』（1983年）に登場する隠れキャラクター「ソル」のオマージュである。またカプコン創業初期のゲームによくPowと弥七が登場していたのは、当時開発の藤原得郎が、創業間もなかったカプコンを広く世間に認知させるべく、ゲーム中に一目でプレイヤーにこれはカプコンだとわかる共通したキャラクターが必要だという判断から、全てのカプコンのゲームにPowと弥七を出そうというブランディング戦略から行われていた。ナムコゲームにおける「スペシャルフラッグ」的なものを目指したものである。
なお容量の関係で、当初設定されたマップが入り切らなかったため、一部のマップが省略されている。あまり登場しないフーズや、有効利用しにくい場所にPowが置かれている場合があるのは、そのせいである。
また本作のメインBGMには歌詞（音楽の河本圭代が作詞）がついており、ファミコン版の取扱説明書に楽譜付きで掲載されている。

### スタッフ
アーケード版
- ゲーム・デザイン：岡本吉起
- プログラム：藤中博和
- 音楽：河本圭代、森安也子

ファミリーコンピュータ版
- 音楽：森安也子
- 編曲：森安也子、河本圭代
- 音楽プログラマー：坂口由洋

## 評価
| 項目 | キャラクタ | 音楽 | 操作性 | 熱中度 | お買得度 | オリジナリティ | 総合  |
| 得点 | 3.55       | 3.09 | 2.88   | 2.87   | 3.73     | 3.09           | 18.21 |

ゲーム誌『ファミリーコンピュータMagazine』の読者投票による「ゲーム通信簿」での評価は別記の通り18.21点（満30点）となっている。また、同雑誌1991年5月10日号特別付録の「ファミコンロムカセット オールカタログ」では、「当時流行した隠れキャラもあり、カワイイキャラがなかなか魅力的。昔のゲームのわりには音も良く、ゲーム音楽も軽快だが、動きの悪さが欠点だ」と紹介されている。

## 続編
SON SON II
1989年1月27日にNECアベニューよりPCエンジン用ソフトとして発売された本作の続編。ゲーム内容はアーケードゲームの『ブラックドラゴン』（1987年）をベースに『西遊記』のデザインに変更したアレンジ移植であるため、キャラクター名はソンソンやトントンではなく孫悟空や猪八戒などになっている。なお、発売はNECアベニューだが開発はカプコン側が行っている。